# プラジカンテル
プラジカンテル (praziquantel) は、吸虫駆除剤の一つである。代表的な商品名はビルトリシドである。化学式はC19H24N2O2で、分子量は312.41 g/molである。 

## 歴史
プラジカンテルはドイツの製薬企業バイエルの寄生虫学グループにより、1970年代中頃に開発された。世界保健機関は本薬を、医薬品の入手が困難な開発途上国で最小限必要な医薬品として、WHO必須医薬品モデル・リストの1つに採用している。

## 薬物動態
プラジカンテルは消化器系によって、よく（80%程度）吸収される。初回通過代謝でほとんどが代謝され、少量が体循環へと移行する。そのため血漿中半減期は短く、正常な腎・肝機能をもつ成人で、0.8-1.5時間である（代謝産物は4-5時間）。肝機能に重篤な障害をもつ患者 (Child-Pugh B/C) では、半減期は3-8時間となる。プラジカンテルと代謝産物は尿として排泄され、経口服薬から24時間以内に70-80%が尿中に検出される。このうち代謝されずに排出されるのは0.1%未満である。プラジカンテルはシトクロムP4503A4により代謝される。Cyp450 3A4に効果をもつ薬剤（フェニトイン、リファンピシン、アゾール系抗真菌薬など）は、プラジカンテルの効果にも影響を及ぼす。
プラジカンテルは住血吸虫症に大きな効果をもつ。カーター・センター (Carter Center) によると、6か月間プラジカンテルを服用することで、住血吸虫による器官の損傷の90%が治癒したとする研究があるという。

## 作用機序
正確な作用機序は現在のところ理解されていないものの、プラジカンテルは寄生虫（住血吸虫）細胞膜のカルシウムイオン透過性を上昇させる。このことで寄生虫は収縮し、麻痺に至る。寄生虫の残骸は除去されて、循環系に移行するか、免疫系によって破壊される（ファゴサイトーシス）。他の作用機序として、虫卵の分解・障害がみられる寄生虫もある。
プラジカンテルの別の作用機序として可能性があるのが、培養寄生虫におけるアデノシン取り込みの阻害である。このことは、住血吸虫や、プラジカンテルが同様に効果をもつ条虫類や多包条虫などが、プリンを合成できないことと関連している可能性がある。

## 効能・効果
肝吸虫症、肺吸虫症、横川吸虫症
（日本住血吸虫症にも有用であるが、日本では住血吸虫症に対する効能は承認されていない）

## 副作用
多くの作用・副作用は、寄生虫が死ぬときに内容物が放出され、宿主の免疫系が活性化されることにより生じる。一般に、寄生虫の負荷が大きいほど、副作用も頻繁に生じ、かつ大きくなる傾向がある。
中枢神経系
頻繁に生じるのはめまい、頭痛、倦怠感である。眠気や疲労感、空間識失調を生じることもある。ほぼ全ての患者が、寄生虫が駆除されるのに伴い、中枢神経系内での脳嚢尾虫症を経験する（頭痛、既往症の悪化、クモ膜炎、髄膜炎など）。これらの副作用により死亡することもある。脳嚢尾虫症患者は、治療のあいだは入院することが望ましい。副作用は副腎皮質ホルモンの投与により緩和される。
消化系
約90%の患者が腹痛を感じ、吐き気や嘔吐を伴うこともある。下痢が生じ、疝痛を伴う場合もある。下痢は発汗、発熱、血便を伴う場合がある。
肝臓
肝臓の酵素（AST、ALT）の無症状的・一過的な上昇が、しばしば生じる（最大で27%程度）。肝障害による副作用は、いまのところ報告されていない。
過敏症
じんましん、発疹、瘙痒感、白血球中の好酸球増加を認めることがある。
その他
下部背部痛、筋肉痛、関節痛、発熱、発汗、多種の不整脈、低血圧など。

## 服用
医師の指示により、異なるスケジュールで服用される。1錠だけ、あるいは1錠を分割して1日服用するだけで充分な場合もある。

## 併用禁忌
リファンピシン（結核症、ハンセン病の治療薬）と併用すると本剤の血中濃度が極度に低下する。

## 商品名
- ビルトリシド（バイエル） 600mg錠（ヒト用）
- Cesol錠
- Cysticide錠
- プロフェンダー（バイエル）
- ドロンシット（バイエル）
- ブロードライン(メリアル) 獣医用
- D-ワーム (Farunum) 獣医用
- Tape Worm Tabs (Trade Winds) 獣医用
- Cestoved (Vedco) 錠・注射液 獣医用
- PraziPro (Hikari) 水槽用